# Nabbens naturreservat, Höganäs kommun
För andra betydelser, se Nabben.
Nabben är ett naturreservat i Brunnby socken i Höganäs kommun i Skåne. Det ligger invid Skälderviken och begränsas i väster av Arild och i öster av Skäret. Reservatet omfattar 44 ha och bildades 1994.
Området karaktäriseras av fäladsmarker, dungar och klapperstensfält i strandbranten. Inom området ligger Nabbahögarna, några välbevarade gravhögar från bronsåldern varifrån man har en milsvid utsikt över Skälderviken från Kullabergs norra branter till Bjärehalvön.
Området hålls öppet av betande djur. Det var tidigare en del av den stora betesallmänningen Kulla fälad. I området finns ett stignät. Skåneleden går genom hela reservatet som gränsar till Bölsåkra-Tranekärr naturreservat i öster.
Ingmar Bergman spelade in delar sina tre filmer; Till glädje, Gycklarnas afton och En lektion i kärlek i den karga naturen vid Nabben.